# Sigara scotti
Sigara scotti är en insektsart som först beskrevs av Douglas och Scott 1868.  Sigara scotti ingår i släktet Sigara, och familjen buksimmare. Arten är reproducerande i Sverige.